# Synanthedon nannion
Synanthedon nannion is een vlinder uit de familie wespvlinders (Sesiidae), onderfamilie Sesiinae.
Synanthedon nannion is voor het eerst wetenschappelijk beschreven door Bryk in 1953. De soort komt voor in het Neotropisch gebied.